# National Provincial Championship 1980
La National Provincial Championship 1980 fue la quinta edición del principal torneo de rugby de Nueva Zelanda.
El campeón del torneo fue el equipo de Manawatu quienes lograron su primer campeonato.

## Sistema de disputa
Los equipos enfrentan a los diez equipos restantes en una sola ronda.
- El equipo que logre mayor cantidad de puntos al final del torneo se corona campeón.

- El equipo que se ubicó en la última posición  jugó un repechaje frente al campeón de la Segunda División.

## Clasificación
| Pos. | Equipo           | Encuentros | Encuentros | Encuentros | Encuentros | Tantos | Tantos | Tantos | Puntos |
| Pos. | Equipo           | PJ         | PG         | PE         | PP         | F      | C      | Dif    | Puntos |
| ---- | ---------------- | ---------- | ---------- | ---------- | ---------- | ------ | ------ | ------ | ------ |
| 1.º  | Manawatu         | 10         | 9          | 0          | 1          | 215    | 114    | +101   | 18     |
| 2.º  | Wellington       | 10         | 8          | 1          | 1          | 182    | 94     | +88    | 17     |
| 3.º  | Counties Manukau | 10         | 8          | 0          | 2          | 197    | 87     | +110   | 16     |
| 4.º  | North Auckland   | 10         | 6          | 0          | 4          | 122    | 107    | +15    | 12     |
| 5.º  | Auckland         | 10         | 5          | 0          | 5          | 190    | 98     | +62    | 10     |
| 6.º  | Southland        | 10         | 4          | 1          | 5          | 119    | 130    | -11    | 9      |
| 7.º  | Canterbury       | 10         | 4          | 0          | 6          | 165    | 161    | +4     | 8      |
| 8.º  | Hawke´s Bay      | 10         | 4          | 0          | 6          | 160    | 172    | -12    | 8      |
| 9.º  | Bay of Plenty    | 10         | 4          | 0          | 6          | 171    | 215    | -44    | 8      |
| 10.º | Otago            | 10         | 2          | 0          | 8          | 112    | 203    | -91    | 4      |
| 11.º | South Canterbury | 10         | 0          | 0          | 10         | 52     | 274    | -222   | 0      |

|  | Campeón.                                      |
|  | Repechaje frente al campeón de la División 2. |

| Bandera de Nueva Zelanda |
| Campeón Manawatu         |
| Primer título            |

## Promoción
| 4 de octubre | South Canterbury | 13 - 22 | Waikato |  |  |

- Waikato asciende de categoría para la próxima temporada.